# Colt 1860 Army
Le Colt 1860 Army, conçu par Samuel Colt New Model Holster Pistol en calibre .44 PN est un revolver se chargeant par le barillet, mise à feu par des capsules à percussion, à simple action fabriqué en 200 500 exemplaires dans l'usine de Samuel Colt à Hartford, dans le Connecticut entre 1860 et 1873.

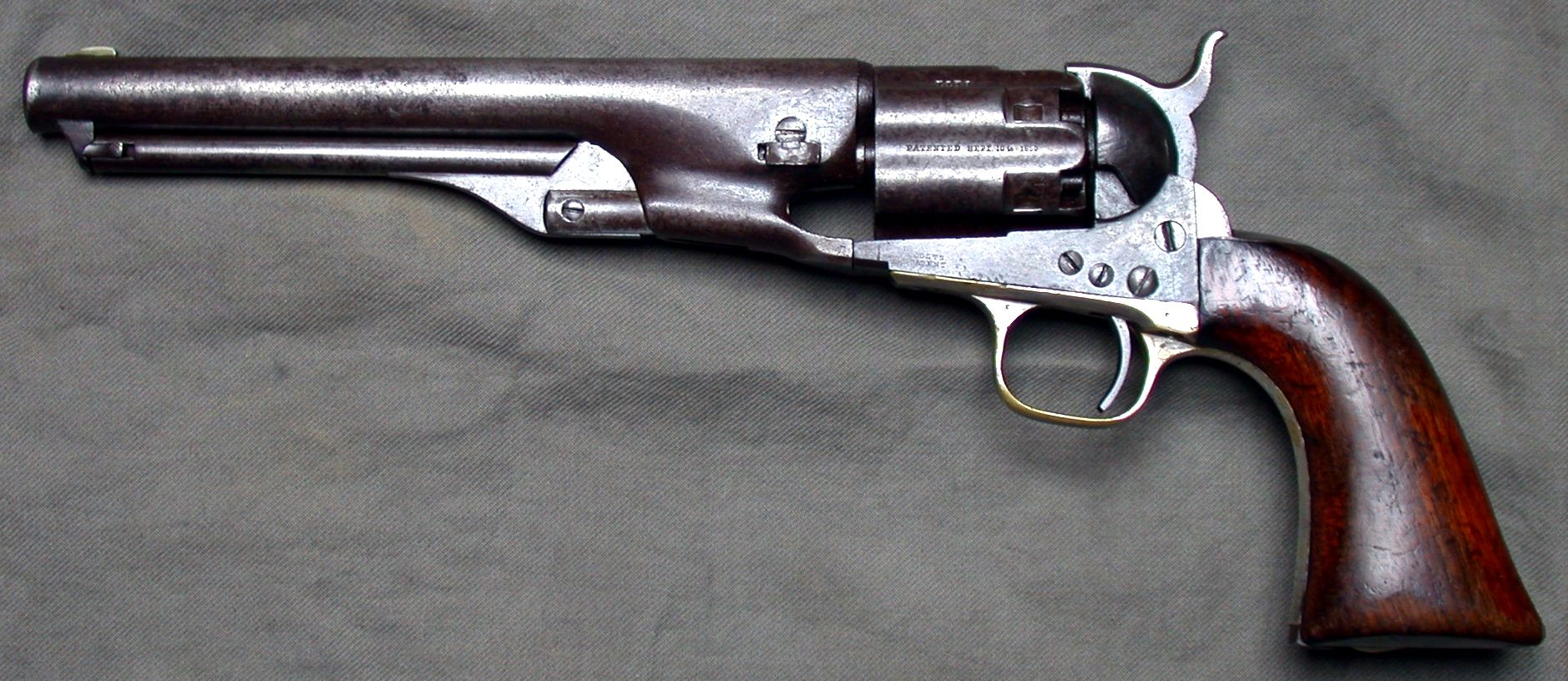
Colt 1860 Army, barillet cannelé

## Histoire
Après différents essais pour alléger le Colt 1848 Dragoon, la firme Colt décida de développer un revolver en calibre .44 en utilisant la carcasse du Colt 1851 Navy. L’utilisation d’un acier plus résistant permit de fabriquer des canons en calibre .44 moins lourds que ceux du Dragoon. Le Colt 60 Army était le successeur du Colt 1848 Dragoon sans le remplacer, les deux modèles furent fabriqués jusqu’en 1873.
Le Colt 1860 Army était l'arme de la troupe montée et de l’infanterie, il était porté soit dans un holster devant la selle du cavalier, soit dans l’étui de ceinture par un officier ou fantassin. 
En 1861, l'US Navy commanda 750 Colt 1860 Army, première variante avec un barillet cannelé. N‘étant pas fiables, car le barillet avait tendance à exploser, ces revolvers furent remplacés par des Colt 1861 Navy la même année.
La première commande du gouvernement américain pour l’équipement de la cavalerie consistait en 1 000 « Colt’s Dragoon Pistols New Model », des  1860 Army, et en avril 1862, l’usine Colt avait déjà livrée 30 000  de ces revolvers au gouvernement pour le prix de 25 $ pièce. Au total, 127 157  Colt 1860 Army furent livrés aux Nordistes pendant la Guerre de Sécession, les livraisons prenant fin après l’incendie qui détruisit l’usine Colt Hartford le 5 février 1864. Le reste de la production fut écoulé sur le marché civil, bien qu'un grand nombre de ces armes furent achetées pour armer des milices privées, ou par des militaires comme arme complémentaire.

## Manipulation
Le chargement de ce revolver à capsules (dit cap & ball) se fait par l'avant du barillet : la poudre, une bourre pour combler le vide entre poudre et balle, la balle, posée de façon à affleurer le bord du barillet en utilisant le levier-refouloir, puis on passe au chargement de la chambre suivante. À la fin, on remplit de graisse le creux autour des balles pour empêcher l'humidité de pénétrer en cas de long stockage, ainsi que pour empêcher la flamme issue d'une chambre voisine d'allumer plusieurs charges alors que les balles ne sont pas face au canon, puis finalement on pose les capsules sur les cheminées situées à l'arrière du barillet en liaison avec les chambres.

## Données techniques
- Munition : balles ogivale ou ronde en calibre .44, charge propulsive : 2 grammes de poudre noire.
- Canon démontable, rayé, les 7 rayures du canon ont un taux de rotation progressif, qui augmente de la chambre à la bouche.
- Platine avec seulement quatre pièces mobiles et trois ressorts.
- Pontet en laiton coulé avec la sous-garde.
- Refouloir à crémaillère sous le canon,
- Nez du chien comportant la hausse.
- Portée pratique : 50 m
- Barillet : 6 coups

La carcasse ou platine du Colt 1860 Army correspondait à celle du Colt 1851 Navy, adaptée au diamètre plus grand du barillet en calibre .44. La crosse était plus longue et le canon était rond en « acier-argent à ressort » désigné par Colt Silver Spring Steel, aux lignes plus sveltes que celles du Dragoon. Le levier-refouloir était à système à crémaillère. 
Avec son cadre ouvert, il souffre d’une certaine fragilité, comme tous les Colts à chargement par la bouche à l’exception du Modèle Root 1855. L’avantage du canon démontable se montre par contre au nettoyage de l’arme. Étant donné que les armes à poudre noire étaient lavées pour dissoudre les résidus.

## Gravure
La gravure présente sur le barillet de ce modèle représente une bataille navale entre la Marine du Mexique et la Marine Texane (bataille de Campèche).

## Variantes
- Les 4 000 premiers Colt 1860 Army ont un barillet cannelé et, au début, des canons à 7 ½ pouces, plus tard 8 pouces.
- Sur les revolvers pour le marché civil, les cadres, pontet et cadre arrière, sont en laiton. Longueur du canon 8 pouces.
- Sur les Colt 1860 Army livrés au gouvernement américain, la carcasse et la poignée comportent des encoches pour la fixation  d’une crosse amovible, le cadre arrière de la crosse est en acier. Longueur du canon 8 pouces.

## Les Conversions
Avec l‘avènement des cartouches métalliques, l’entreprise Colt commença à développer des revolvers à cartouche à chargement par la bouche, car la patente Rollin White interdisait le percement cylindrique du barillet bout à bout. C’est un ingénieur de Colt, Alexandre Thuer, qui inventa le système Thuer consistant en une munition de douilles coniques à charger par la bouche du barillet dans une chambre correspondante. En 1870, Colt transforma un certain nombre de Colt 1860 Army selon le système Thuer et les commercialisa en Angleterre sous la dénomination Colt Breech Loading Revolver (sic), bien que l’arme se chargeât par la bouche du barillet. 
Après l’expiration de la patente Rollin White en avril 1869, l’usine transforma un grand nombre de Colt 1860 Army en armes chargées par l’arrière du barillet: les Colt Army Richard Mason Conversion cal.44.